# Костатеев, Павел Алексеевич
Па́вел Алексе́евич Костате́ев (6 декабря 1925, Елубкино, Горномарийский район, Марийская автономная область — 13 сентября 1994, Козьмодемьянск, Марий Эл) — марийский советский педагог, партийный и административный деятель. Председатель Горномарийского районного исполкома (1960—1962) и Козьмодемьянского городского исполкома Марийской АССР (1962—1965). Директор Козьмодемьянского техникума электронных приборов (1969—1987). Заслуженный учитель школы РСФСР (1981). Участник Великой Отечественной войны и советско-японской войны. Член ВКП(б) с 1946 года.

## Биография
Родился 6 декабря 1925 года в деревне Елубкино ныне Горномарийского района Марий Эл в крестьянской семье. 
В 1943 году с отличием окончил Козьмодемьянское педагогическое училище.

В 1943 году призван в РККА Юринским районным военкоматом Марийской АССР. Участник Великой Отечественной войны и советско-японской войны: делопроизводитель штаба 183 миномётного полка РГК 15-й армии, сержант. Демобилизовался из армии в декабре 1945 года в звании майора. Награждён орденом Отечественной войны II степени и медалями, в том числе медалью «За боевые заслуги». В наградном листе к медали «За боевые заслуги» о нём написано: 
«Во время боёв с японскими агрессорами при трудных условиях работы в штабе своевременно и аккуратно выполнял порученные задания по составлению донесений и сведений в вышестоящие штабы. Своими умелыми и инициативными действиями содействовал успеху выполнения боевого задания полком». 
В 1946 году принят в ВКП(б). С 1950 года — на партийно-советской работе в родном районе. В 1955 году окончил Горьковскую партийную школу, а в 1959 году — Высшую партийную школу при ЦК КПСС. В 1957—1959 годах — второй секретарь Горномарийского райкома, в 1959—1960 годах — Медведевского райкома КПСС Марийской АССР.
В 1960—1962 годах — председатель Горномарийского районного исполкома МАССР. В 1962—1965 годах — председатель Козьмодемьянского городского исполкома.
В 1969—1987 годах — директор Козьмодемьянского техникума электронных приборов.
В 1963—1967 годах избирался депутатом Верховного Совета Марийской АССР 6-го созыва.
За заслуги в области образования в 1981 году ему было присвоено почётное звание «Заслуженный учитель школы РСФСР». Награждён орденом «Знак Почёта» медалями и дважды — Почётной грамотой Президиума Верховного Совета Марийской АССР.
Скончался 13 сентября 1994 года в Козьмодемьянске, похоронен там же на городском кладбище.

## Звания и награды

### Трудовые
- Заслуженный учитель школы РСФСР (1981)[1][2]
- Орден «Знак Почёта»[1][2]
- Медаль «За доблестный труд. В ознаменование 100-летия со дня рождения Владимира Ильича Ленина» (1970)[1][2]
- Почётная грамота Президиума Верховного Совета Марийской АССР (1957, 1985)[1][2]

### Боевые
- Орден Отечественной войны II степени (23.12.1985)[5]
- Медаль «За боевые заслуги» (26.08.1945)[4][4]
- Медаль «За победу над Германией в Великой Отечественной войне 1941—1945 гг.» (09.05.1945)[4]
- Медаль «За победу над Японией» (30.09.1945)[5]

## Память
- Портрет П. А. Костатеева работы художника И. М. Пландина (около 1960 года) в настоящее время хранится в Художественно-историческом музее имени А. В. Григорьева в г. Козьмодемьянске[7].